# 10. dragonski polk (Avstro-Ogrska)
Za druge 10. polke glejte 10. polk.
10. dragonski polk je bil konjeniški polk avstro-ogrske skupne vojske.

## Zgodovina
Polk je bil ustanovljen leta 1631. 

### Prva svetovna vojna
Polkovna narodnostna sestava leta 1914 je bila: 62% Čehov, 29% Nemcev in 9% drugih.
Naborni okraj polka je bil v Pragi, pri čemer so bile polkovne enote garnizirane v Krakovu.

## Poveljniki polka
- 1879: Daniel Ehnl[3]
- 1908: Julius Thomann[4]
- 1914: Jaroslav Dworak[5]